# Daniil Zatočnik
Daniil Zatočnik (în limba rusă: Даниил Заточник) a fost un scriitor rus care a trăit prin secolul al XIII-lea.
I se atribuie scrierea Molenie Daniila Zatočnika (Моление Даниила Заточника - "Ruga lui Daniil Urgisitul"), în care stilul biblic se combină cu cel ironic, tipic proverbelor populare.